# 劳里埃城堡费尔蒙酒店

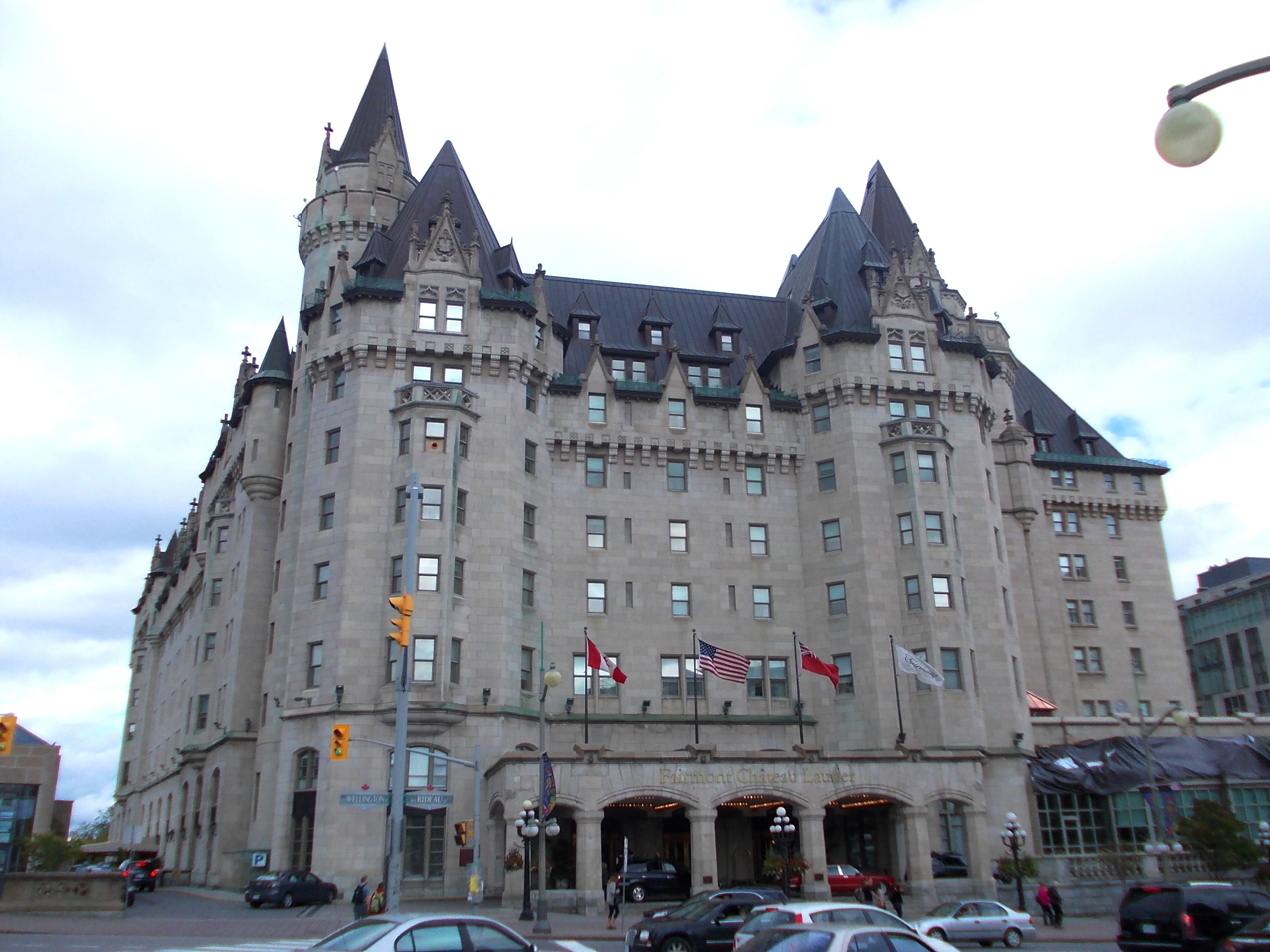

劳里埃城堡费尔蒙酒店（Fairmont Château Laurier）是加拿大渥太华市中心一个660,000平方英尺的酒店，有429间客房，位于丽都街和Sussex Drive的交叉口附近，法国哥特式城堡风格，与邻近的国会大厦相印衬。酒店位于丽都运河闸门上方，俯瞰渥太华河。主餐厅（现在的劳里埃厅）俯瞰公园。帝国风格的宴会厅和客厅，以奶油色和金色石膏装饰。

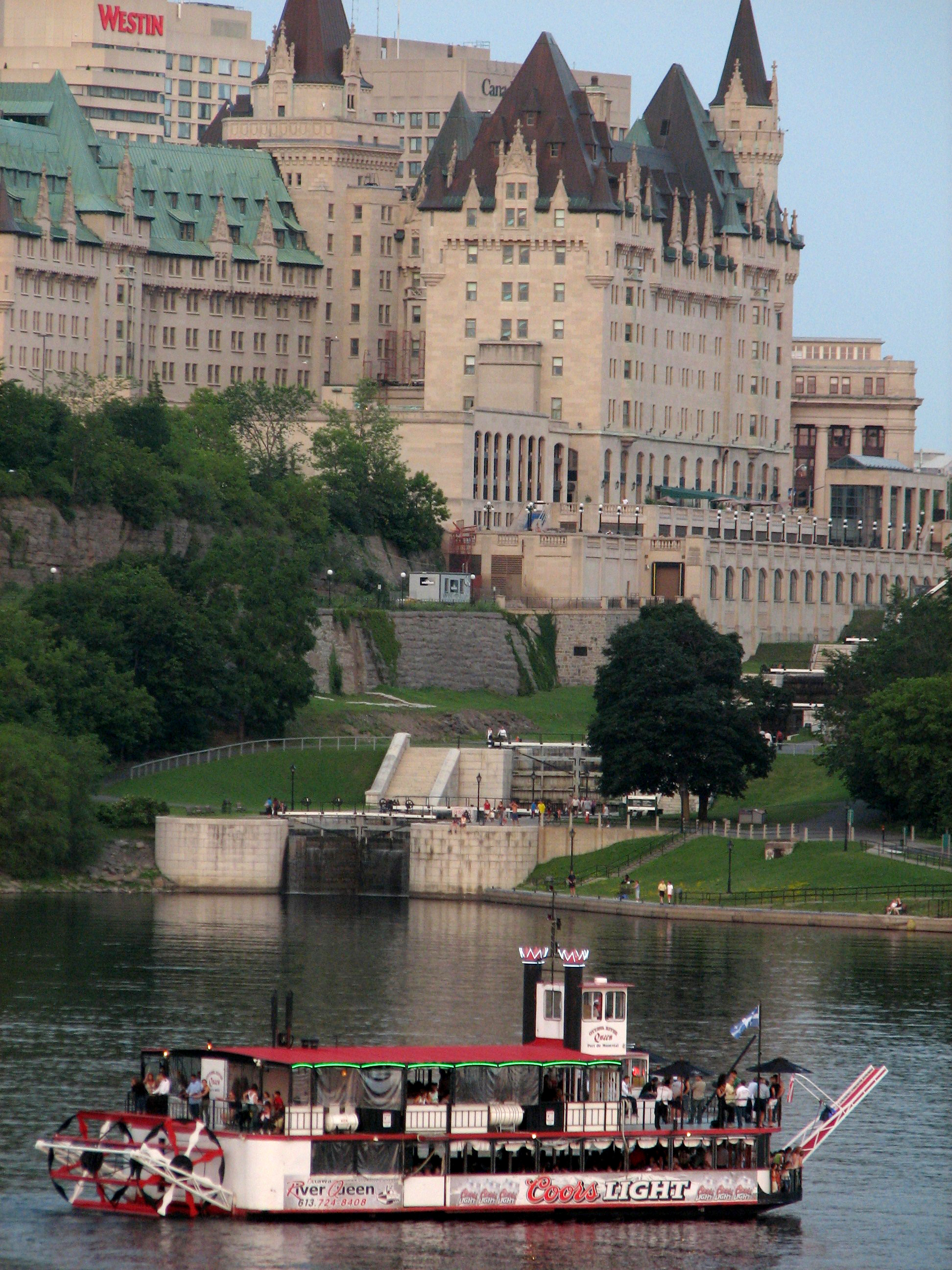

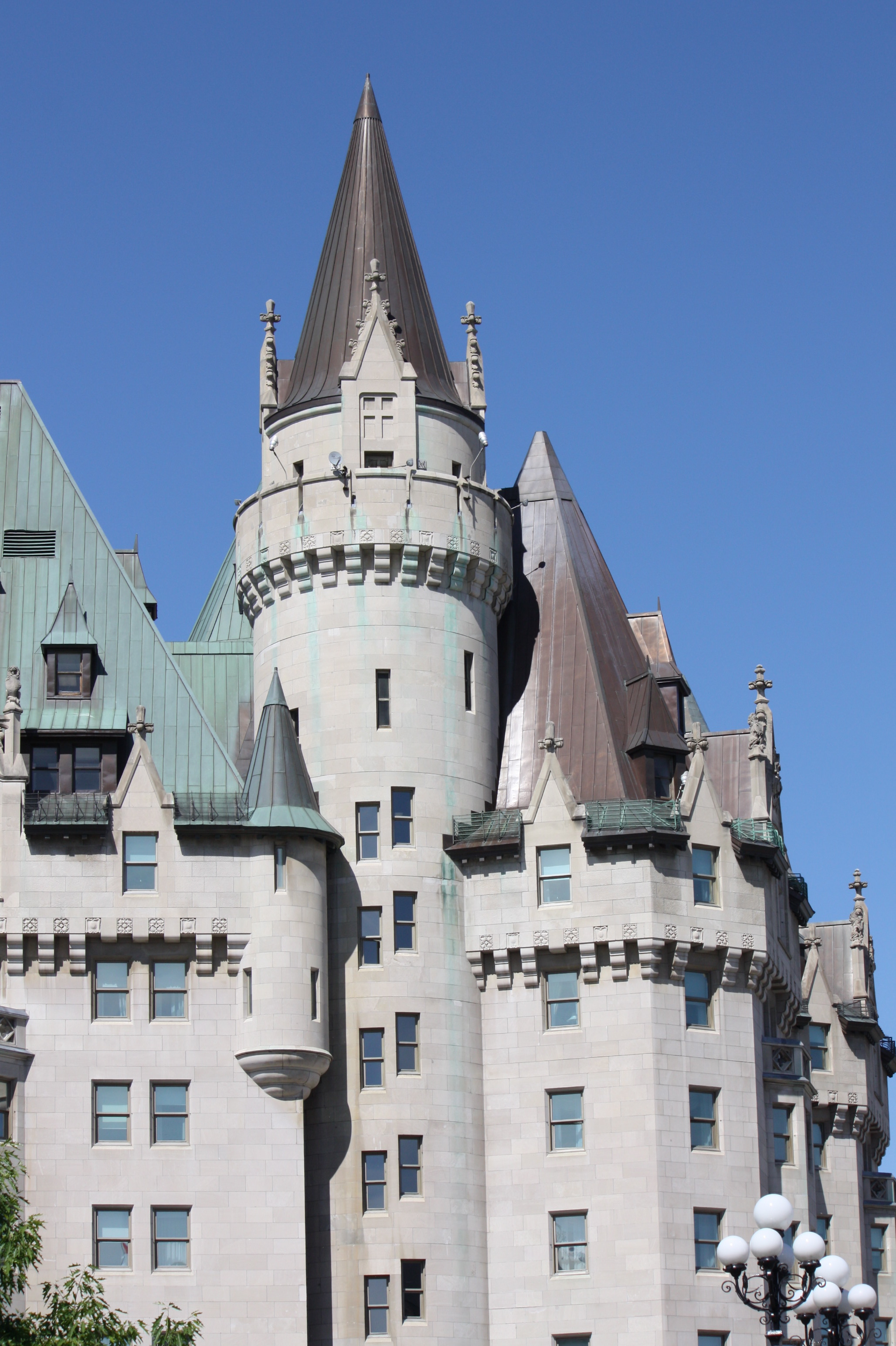

酒店在1980年被列为国家历史遗产。